# John D. Johnson

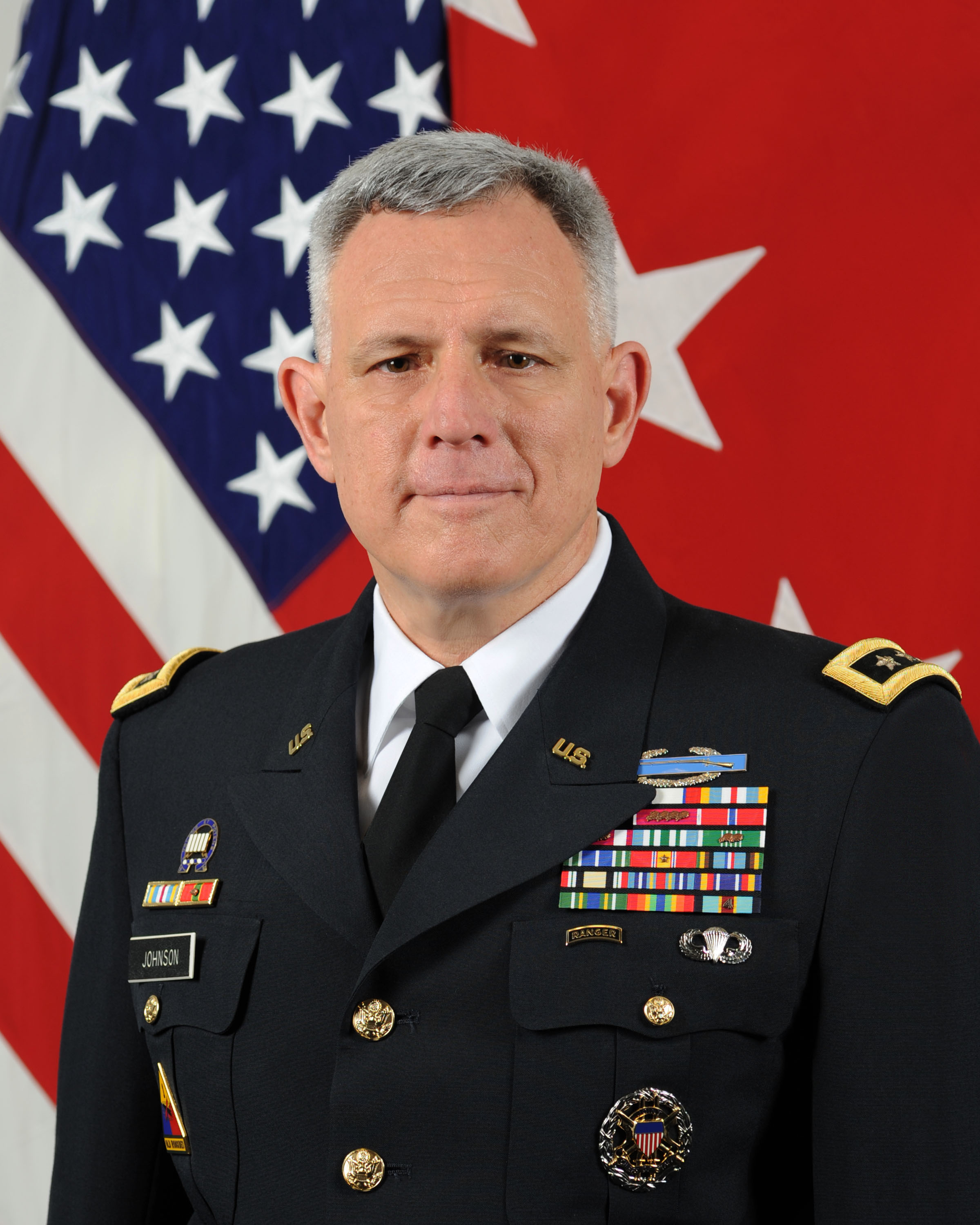
John D. Johnson (2013)

John D. Johnson (* 18. November 1952 in Detroit, Wayne County, Michigan) ist ein pensionierter Generalleutnant der United States Army. Er war unter anderem Kommandeur der 8. Armee.
Über das ROTC-Programm des Virginia Military Institutes gelangte er im Jahr 1977 in das Offizierskorps des US-Heeres. Dort wurde er als Leutnant der Infanterie zugeteilt. In der Armee durchlief er anschließend alle Offiziersränge vom Leutnant bis zum Drei-Sterne-General.
Im Lauf seiner militärischen Karriere absolvierte Johnson verschiedene Kurse und Schulungen. Dazu gehörten unter anderem das Command and General Staff College und das United States Army War College.
In seinen jüngeren Jahren absolvierte er den für Offiziere in den niederen Rangstufen üblichen Dienst in verschiedenen Einheiten und Standorten. Dazu gehörten auch Aufgaben als Stabsoffizier in verschiedenen Hauptquartieren. Dabei war er auch bei verschiedenen Einheiten in Deutschland stationiert. Im Jahr 1998 wurde er für einige Monate im Nahen Osten stationiert. Danach wurde er zur G3 Stabsabteilung für Operationen des V. Korps nach Heidelberg versetzt. Es folgte eine Versetzung nach Baumholder zur 1. Panzerdivision, wo er deren 2. Brigade kommandierte. Im Jahr 2003 wurde seine Brigade und die gesamte Division in den Irak verlegt, wo er am Irakkrieg teilnahm.
Nach seiner Rückkehr in die Vereinigten Staaten nahm Johnson einige Aufgaben als Stabsoffizier im Pentagon wahr. Daran schloss sich im Jahr 2006 eine Versetzung nach Südkorea an, wo er die Stabsabteilung G3 für Operationen der 2. Infanteriedivision leitete. Danach wurde er zum United States Army Installation Management Command versetzt. Dort war er in der Abteilung für Familien Wohlfahrt (United States Army's Family and MWR Programs) tätig.
Seine nächste Aufgabe führte John Johnson nach Fort Lewis im Bundesstaat Washington zum dort ansässigen I. Korps. Dort wurde er Leiter der G3 Stabsabteilung des Korps. Zwischenzeitlich wurde er mit seinem Korps in den Irak verlegt. Nach der Rückkehr des Korps nach Fort Lewis war Johnson zwischen dem 9. Juni und dem 14. Oktober 2010 kommissarischer Kommandeur des I. Korps.
Am 19. November 2010 übernahm Johnson als Nachfolger von Joseph Fil den Oberbefehl über die 8. Armee in Südkorea. Dieses Kommando hatte er bis zum 26. Juni 2013 inne. Gleichzeitig war er Stabschef des dortigen United Nations Commands, des kombinierten amerikanisch-südkoreanischen Kommandos und der United States Forces Korea.
Johnson letzter Auftrag im Militärdienst war die Leitung der Joint Improvised-Threat Defeat Organization (JIDA). Diese untersteht dem Verteidigungsministerium der Vereinigten Staaten und ist Teil der Defense Threat Reduction Agency. Johnsons Organisation befasste sich mit Strategien und Maßnahmen zur Abwehr allgemeiner Bedrohungen gegen die Vereinigten Staaten. Er behielt dieses Amt bis zu seiner Pensionierung im Jahr 2015.

## Orden und Auszeichnungen
John Johnson erhielt im Lauf seiner militärischen Laufbahn unter anderem folgende Auszeichnungen:
- Army Distinguished Service Medal
- Defense Superior Service Medal
- Legion of Merit
- Bronze Star Medal
- Meritorious Service Medal
- Joint Service Commendation Medal
- Army Commendation Medal
- Army Achievement Medal